# Tahistoskop
Tahistoskop (sestavljenka iz grških tachistos - »zelo hitro« in skopein – »gledati«) je naprava, ki omogoča prikazovanje slik za kratek, točno določen čas. V osnovi je sestavljena iz projektorja, ki je lahko diaprojektor ali grafoskop, in mehanskega zaklopa, kakršne običajno najdemo v fotoaparatih, pri čemer je bilo izdelanih veliko različnih izvedb. Izbira hitrosti zaklopa določi, kako dolgo bo slika prikazana.
Zamisel za napravo je leta 1859 prvi razvil nemški fiziolog Alfred W. Volkmann, ki ga je zanimala sposobnost prepoznavanja in pomnjenja slik, ki jih opazovalec vidi samo kratek čas. Z uporabo zaklopa je zaobšel pomanjkljivosti naprave, ki opazovalcu prikazuje slike s kratkotrajno osvetlitvijo v temi, kjer velik kontrast in nezmožnost fokusiranja očesa v temi na točko, kjer bo prikazana slika, negativno vplivata na sposobnost. Med drugo svetovno vojno je ameriški psiholog Samuel Renshaw uporabil tahistoskop za treniranje vojakov in s ponavljanjem izboljšal prepoznavanje in pomnjenje silhuet letal ter ladij. Metodo so kasneje uporabili tudi za izboljševanje sposobnosti hitrega branja in pri treningu vidnega prepoznavanja ter pomnjenja v drugih kontekstih (kopenska vojska, policija, šport). Poleg tega je ostal v uporabi v eksperimentalni psihologiji za preučevanje raznih vidikov kratkotrajne izpostavljenosti podobam.
Specializirane tahistoskope sedaj nadomeščajo računalniki, pri katerih je mogoče intervale prikazovanja slik določati še natančneje.